# جيلمور ديفيد كلارك
جيلمور ديفيد كلارك (بالإنجليزية: Gilmore David Clarke)‏ هو مهندس ومهندس معماري أمريكي، ولد في 12 يوليو 1892 في نيويورك في الولايات المتحدة، وتوفي في 8 أغسطس 1982.